# Johann Friedrich Leonart

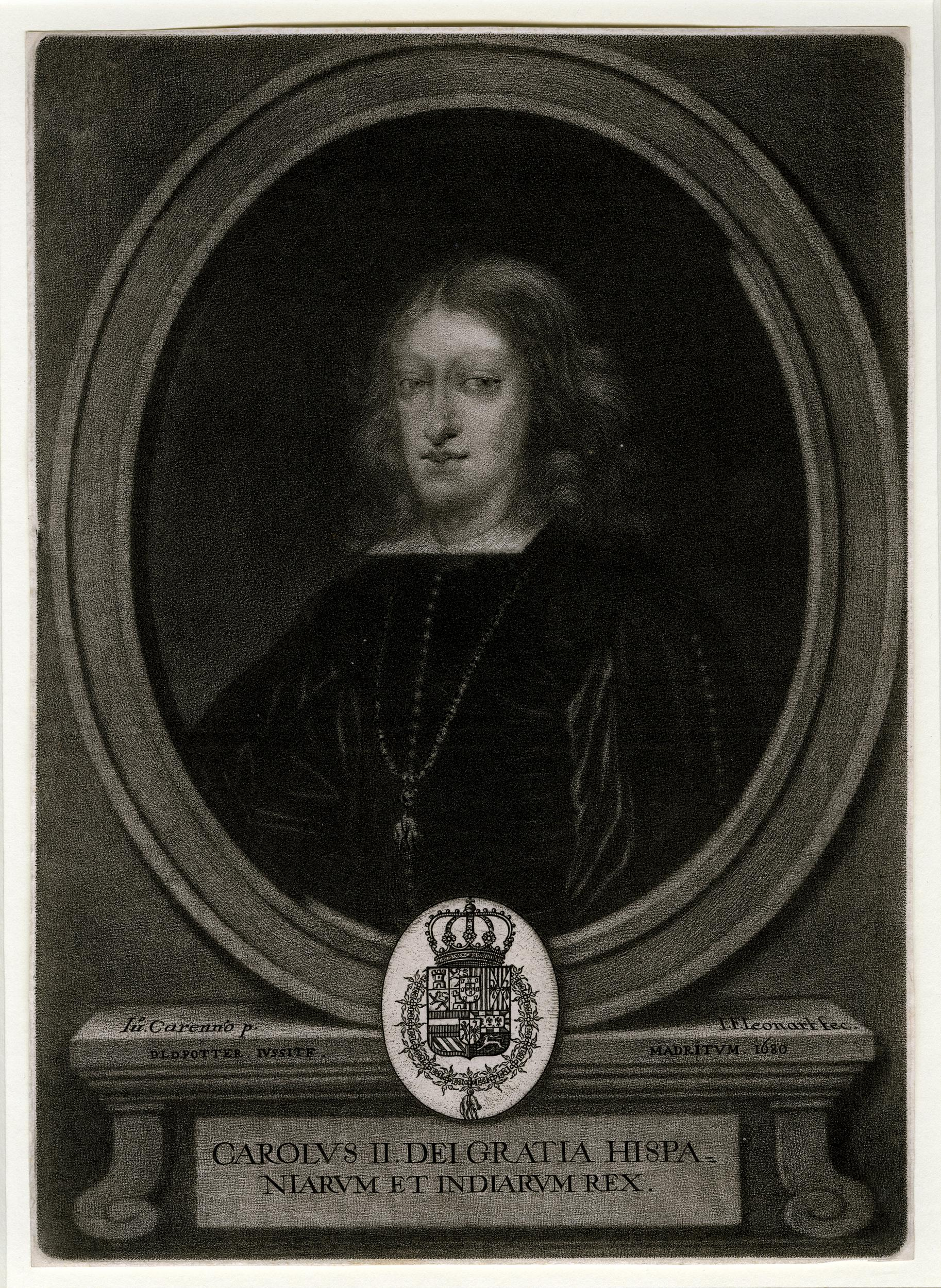
"Carolus II Dei Gratia Hispaniarum et Indiarum Rex". Mezzotinta y aguafuerte firmado «Juo. Carenno p./I. F. Leonart fec./D: L. D. Potter. Iussite. Madritum.1680». The British Museum.

Johann Friedrich Leonart o Juan Francisco Leonardo (Dunquerque, 1633-Madrid, en o después de 1696) fue un grabador flamenco, activo en Madrid al menos de 1680 a 1696.

## Biografía
Grabador al aguafuerte y mezzotinta, hacia 1655 trabajaba en Bruselas, documentándose luego una estancia en Núremberg desde aproximadamente 1660 y hasta 1669. En 1670 viajó a Praga de donde pasó a Viena y Ratisbona antes de establecerse en 1673 en Berlín, donde hay constancia de su actividad hasta 1678, aunque hacia 1677 debía de encontrarse de nuevo en Bruselas pues allí firmó el retrato de Carlos de Gurrea como gobernador de los Países Bajos, cargo que desempeñó de 1675 a 1677. Especializado en retratos de busto, se sirvió en algún caso de modelos de Philippe de Champaigne (retrato de Hubertus Loyens, firmado en Bruselas) y Anton van Dyck (retratos de Isabella van Asche y de su esposo, Justus van Meerstaeten, síndico de Bruselas).

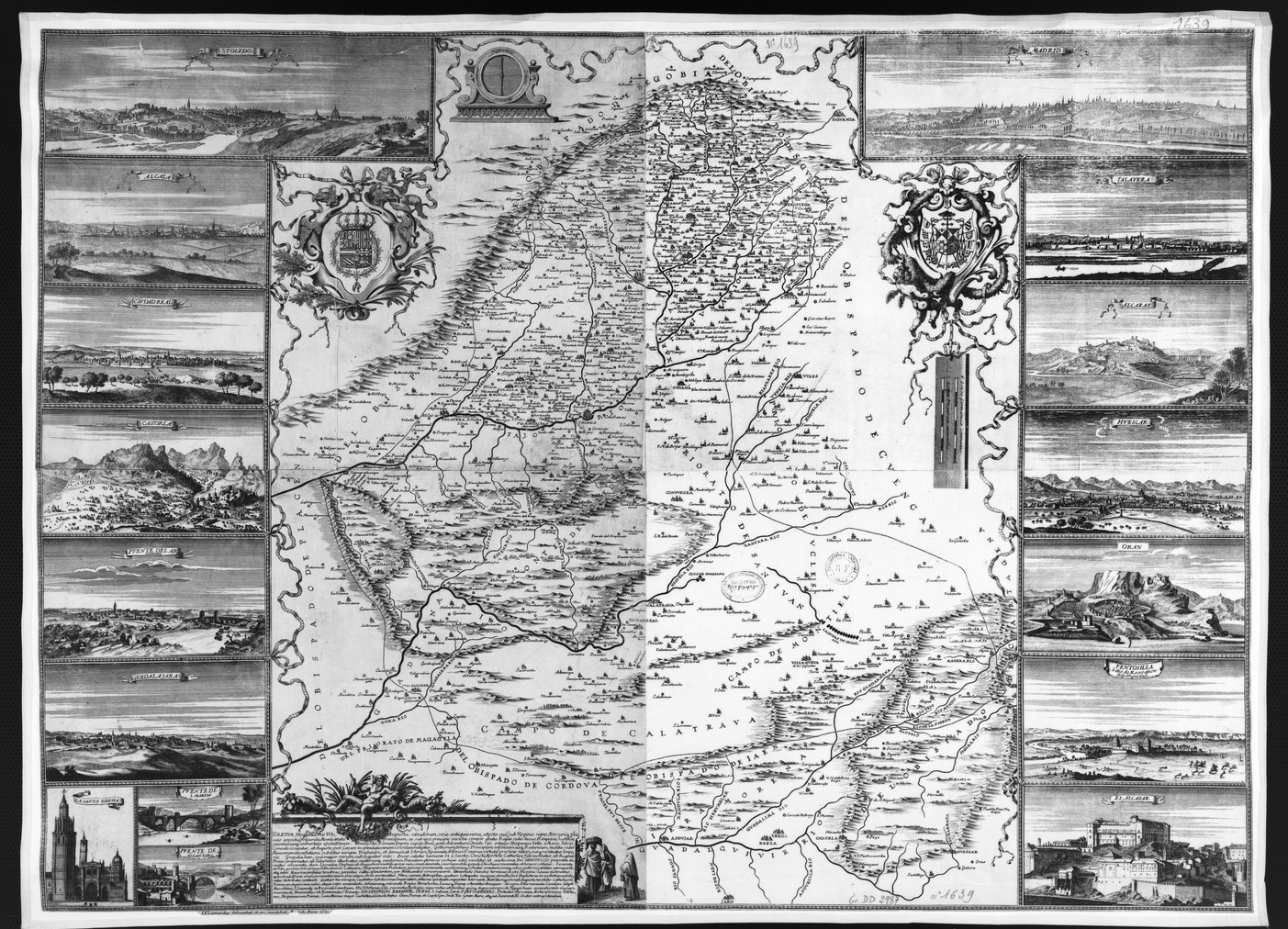
Toletum Hispanici Orbis Urbs Augusta, Madrid, 1681. Bibliothèque nationale de France.

Establecido en Madrid, en 1680 grabó por pintura de Juan Carreño de Miranda el retrato de Carlos II, de quien ya había grabado un retrato aún niño, hacia 1666, a partir de los retratos de Sebastián Herrera Barnuevo. Más adelante, por diseño de Teodoro Ardemans y firmando «IF Leonardo», grabó la portada calcográfica de la obra de Antonio de Solís, Historia de la conquista de México, población y progresos de la América septentrional, conocida por el nombre de Nueva España, impresa en Madrid en 1684, con un nuevo retrato del monarca en óvalo sostenido por las alegorías femeninas de Hispania y Nova Hispania. En 1681, por encargo del arzobispo Luis Fernández de Portocarrero dibujo y grabó en Madrid el mapa del arzobispado toledano, Toletum Hispanici Orbis, con vistas de las ciudades comprendidas dentro de su jurisdicción.
También ilustrados con grabados firmados por Leonardo salen en Madrid en 1686 el frontispicio del Floro histórico de la guerra sagrada contra turcos: segunda parte, que contiene los sucessos de los años MDCLXXXIV y MDCLXXXV de Francisco Fabro Bremundan, con las efigies del papa, el emperador y algunos de sus otros protagonistas, y en 1867 el de la tercera parte de la misma obra, con la efigie del emperador Leopoldo I en un óvalo y la alegoría de la Victoria. Un año después firma J. F. Leonardo el retrato de sor María de Jesús de Ágreda en la edición de su Mística Ciudad de Dios, y en 1691 la anteportada del tratado de José López Echáburu y Alcaraz, Consejos de la sabiduría, o Compendio de las Máximas de Salomón, por dibujo de Antonio Palomino.
Aún más tardía es la fecha de publicación del retrato de fray Tomás Carbonell, obispo de Sigüenza, por dibujo de Juan Delgado, que ilustra algunos ejemplares de la biografía del obispo escrita por Tomás Reluz y publicada en Madrid en 1695 con el título Vida y virtudes del Illmo. señor don Fr. Thomas Carbonel, obispo y señor de Sigüenza. Finalmente, de 1696 es la estampa del túmulo real alzado en la catedral de Pamplona con motivo de las exequias por Mariana de Austria sobre un diseño del arquitecto e ingeniero mayor de su majestad católica Hércules Torelli, lámina grabada en unión de Gregorio Fosman.